# Jawaharnagar, Chincholi
Jawaharnagar là một làng thuộc tehsil Chincholi, huyện Gulbarga, bang Karnataka, Ấn Độ.